# Храм Успения Пресвятой Богородицы (Брусня)
Храм Успения Пресвятой Богородицы в деревне Брусня (Успенский храм) — православный храм в Старожиловском районе Рязанской области.

## История
В II томе Историко-статистического описания церквей и монастырей Рязанской епархии, ныне существующих и упразднённых, с списками их настоятелей за XVII, XVIII и XIX ст. и библиографическими указаниями за 1885 год указано:

Насилово стоитъ на правомъ берегу реки Истьи, на скате горы, и состоитъ изъ пяти отдельныхъ группъ, разделенныхъ другъ отъ друга оврагами. Оно въ качестве села упоминается въ приправочн. кн. Каменскаго стану 1597 и 1598 г. и съ находящеюся въ немъ церковью описывается такъ:
«Село Носилово на реке на Исье за помещики: за княземъ Ондреемъ за княжъ Ивановымъ сыномъ Гундоровымъ поселка Носилово на реке на Истье, что было за Замятнею за Лыковым, а въ селе церковь на вопчей земле Успенье Пресвятые Богородицы да церковь с трапезою Ивана Богослова древена клетцки, а въ церкви образы и свечи и книги и ризы и на колокольнице колокола и все церковное строенье прежнихъ помещиковъ, а на церковной земле: во дворе попъ Петръ, во дворе пономарь, во дворе проскурница да три кельи, а въ нихъ живутъ нищие, питаютца о церкви Божии; пашни церковные у всехъ помещиковъ пятнадцать чети, сена двадцать копенъ; а на княжъ Ондрееву половину дворъ помещиковъ княжъ Ондреевъ да людскихъ шесть дворовъ да тридцать дворовъ крестьянскихъ да безпашенныхъ крестьянъ двадцать одинъ дворъ, да шесть дворовъ пустыхъ, пашни паханные добрые земли семдесятъ семь чети съ третникомъ да наезжие пашни и съ новою распашною двести двадцать три чети съ третникомъ, сена вопче у всехъ помещиковъ по реке по Исье и межъ поль сто пятдесятъ копенъ да на отхожемъ лугу на Княжихъ по Исье внизъ подъ Горбатое сто пятдесятъ копенъ, лесу большого черного по обе стороны реки Исьи вопчежъ у всехъ помещиковъ вдоль до Корамышевскаго рубежа на четыре ыерсты, а поперегъ на три версты. В томъ же селе Носилове четь за Ондреемъ за Ивановымъ сыном Соловымъ, что было прежъ того за Замятнею Лыковымъ, а на его четь дворъ помещиковъ, во дворе прикащик его Истомка Васильевъ, во дворе деловой человек Ивашка да девять дворов крестьянскихъ да два двора бобыльскихъ да четыре двора пустыхъ, пашни паханные добрые земли тридцать три чети с третникомъ да наездные пашни сто семнадцать чети безъ третника, а сено и лесъ писано подъ князь Ондреевою статьею Гундорова вопче со всеми помещики. Въ томъ же селе четверть за Григорьемъ за Федоровымъ сыном Сунбуловым Замятнинское жъ поместье Лыкова, а на его Григорьеву четверть во дворе прикащикъ его Чудинко Живоглядовъ да три двора люцкихъ да двенадцать дворовъ крестьянскихъ да шесть дворовъ бобыльских, пашни паханые добрые земли и съ новою роспашью тридцать семь чети да наезжие пашни сто тринадцать чети, а сено и лесъ писано подъ княжъ Ондреевою статьею Гундорова выше сего вопче со всеми помещики».
Родъ князей Гундуровыхъ, какъ значится въ бархатной книге, произошелъ отъ Стародубскихъ князей. Кн. Андрей Ивановичъ Гундуров, какъ известно, въ 1611 г., при объезде Москвы патриархомъ Ермогеновымъ въ неделю Ваий, держалъ узду его осляти, вместо царя. В писц. и платежн. кн. 1628 и 29 г. одна половина с. Носилова значится «за Михайломъ Михайловымъ сыномъ Дмитрева по государевой ввозной грамоте за подписью дьяка Федора Шуширина 125 (1617) года, а другая половина того села въ вотчине за княземъ Семеномъ княжъ Федоровымъ сыномъ Волконскаго да за братом его князь Федоромъ Волконскимъ». По оклад. кн. 1676 г. при Успенской церкви въ с. Насилове упоминается 3 дв. поповых, 2 дв. дьячковыхъ и дв. церковнаго бобыля, кроме 20 четв. пахатной земли церковной, показано сенныхъ покосовъ на 50 коп. Въ приходе, состоявшемъ, кроме села, изъ деревень Ефремовой и Новоселокъ, состояло «деветь дворовъ помещиковыхъ дворянъ и детей боярскихъ, двесте три двора крестьянскихъ, дватцеть два двора бобыльскихъ и всего двесте сорокъ дворовъ». Дани по новому окладу положено платить съ Успенскаго приходу «пять рублевъ тринатцеть алтынъ три денги. А прежния дани было четыре рубли дватцеть алтынъ три денги. И передъ прежнимъ прибыло двадцеть шесть алтынъ две денги». В досмотре 1714 г. въ с. Насилове при Успенской церкви показано:
«два двора поповыхъ да дьячковъ, а приходских дворов въ селе и въ приходскихъ деревняхъ въ Ефремовской и въ Новоселкахъ четырнатцеть дворовъ помещиковыхъ, пятдесятъ девять дворовых крестьянскихъ, пятнатцеть дворовыхъ бобыльскихъ и вдовей, всего девяносто одинъ дворъ».
Такое уменьшение приходскихъ дворовыхъ произошло по той причине, что помещики крестьянъ своихъ вывезли иныхъ городовъ въ уезды на новыя свои поместья, а иные (изъ крестьянъ) в солдаты взяты и отъ податей разбежались. В 1768 г. Успенская церковь за ветхостию была разобрана, а на ея место поставлена новая деревянная же и въ прежнее храмонаименование, которая въ 1833 г. за ветхостию была также разобрана и продана въ с. Питомшу, Скопинскаго уезда. Существующая ныне в с. Насилове каменная Успенская церковь съ приделами Никольским и Трехснятительскимъ построена графом Иваномъ Петровичемъ Дмитриевымъ-Мамоновымъ. Закладка храма происходила въ мае 1831 г.; въ 1833 г. октября 8 освященъ былъ престолъ Успенский ректоромъ Семинарии, архимандр. Феодотиемъ; предел Никольский в 1834 г. ноября 11 освящалъ благочин. с. Истья свящ. Александръ Миротворский, а Трехсвятительский — въ 1835 г. августа 18 освященъ г. Рязани Введенскимъ прот. Петром Васильевымъ. Вся церковь имеетъ видъ креста, простирается въ длину на 14, а в ширину на 7 саженъ, колокольня, примыкающая непосредственно къ церкви, имеетъ въ высоту 28 саж. Подъ церковью находится склепъ, въ которомъ похоронено тело храмоздателя — инженер-подпоручика и кавалера Ивана Петровича Дмитриева-Мамонова, который какъ гласитъ надпись, родился января 12 дня 1797 г., а скончался на 50 году отъ рождения в Москве 21 февраля 1846 г. в 7 часу по полудни.
При Успенской церкви земли во владении причта ныне значится 34 1/2 дес. Въ составъ прихода входятъ, кроме села съ 140 дв., дер. Сазоновские выселки, выселен. изъ с. Насилова в 1863 г., с 54 дв. и с-цо Насилово, Брусны тож, въ коихъ м.п. 713, ж.п. 808, въ числе ихъ грамотных весьма незначительное число, потому что школа открыта только въ 1876 г. У крестьянъ с. Насилова патница почитается наравне со днемъ воскреснымъ. По штату 1873 г. въ причте положены 1 свящ. и 1 псаломщ.
В 1870 году открыто церковноприходское попечительство при местной церкви.

### Известные люди, крестившиеся в храме

#### Дворянский род Сазоновых
- Алексей Гаврилович Сазонов (15.06.1847 - ум. до 1898) кpещен 23 июня 1847 в Успенской цеpкви с. Насилово Пpонского у.; воспpиемики: губеpнский секpетаpь Константин Михайлович Сазонов и жена отставного pотмистpа Василия Васильевича Небольсина Гликеpия Игнатьевна.[3]
- Софья Гавриловна (р. 27.12.1849) - кpещена 01.01.1850 в Успенской цеpкви с. Насилово Пpонского у.; воспpиемники: коллежский секpетаpь Петр Алексеевич Сазонов, жена помещика д. Давыдово Пронского у., pотмистpша Гликеpья Игнатьевна Небольсина.[3]
- Петр Алексеевич Сазонов (р. 01.11.1870 - ум. до 1925) - кpещен 2 ноября 1870 в Успенской цеpкви с. Насилово Пронского у.[3]
- Николай Алексеевич Сазонов (р. 17.04.1877) - кpещен 18 апреля 1877 в Успенской цеpкви с. Насилово Пронского у.[3]
- Алексей Петрович Сазонов (р. 04.04.1906) - крещен в Успенской церкви с. Насилово Пронского у.; восприемники: священник Леонид Гаврилович Кротков и Людмила Ивановна Сазонова.[3]
- Николай Николаевич Сазонов (р. 25.01.1908) - кpещен 26 января 1908 в Богословской цеpкви с. Насилово Пронского у.; воспpиемники: Петр Алексеевич Сазонов и кpестьянская дочь с. Насилово Ольга Зиновьевна Котова. От 3-го брака.[3]
- Алексей Николаевич Сазонов (р. 18.05.1909) - кpещен 19 мая 1909 в Успенской цеpкви с. Насилово Пронского у.; воспpиемники: Петр Алексеевич Сазонов и Ольга Николаевна Сазонова.[3]

#### Дворянский род Дмитриевы-Мамоновых
- Анастасия Петровна (21.12.1801 – 1834) - крещена 24 декабря 1801 в церкви с. Насилово Пронского у.; восприемница: кн. Ольга Степановна Кропоткина.[4]

#### Дворянский род Мартыновых
Алексей Васильевич Мартынов (р. 17.03.1812) - крещен того же числа в Богословской церкви с. Насилово Пронского у.; восприемник: Николай Александрович Мокринский.

#### Дворянский род Лысцевых
Дмитрий Яковлевич Лысцев (р. 1774) - крещен в Богоявленской церкви с. Насилово Пронского у. Ум. до 3.08.1817.
Дмитрий Валентинович Лысцев (р. 21.04.1851) - крещен 24 апреля 1851 в Богословской церкви с. Насилово Пронского у.; восприемники: подпоручик Гаврила Алексеевич Сазонов и губернская секретарша Мария Ивановна Любимова.

### Архитектура

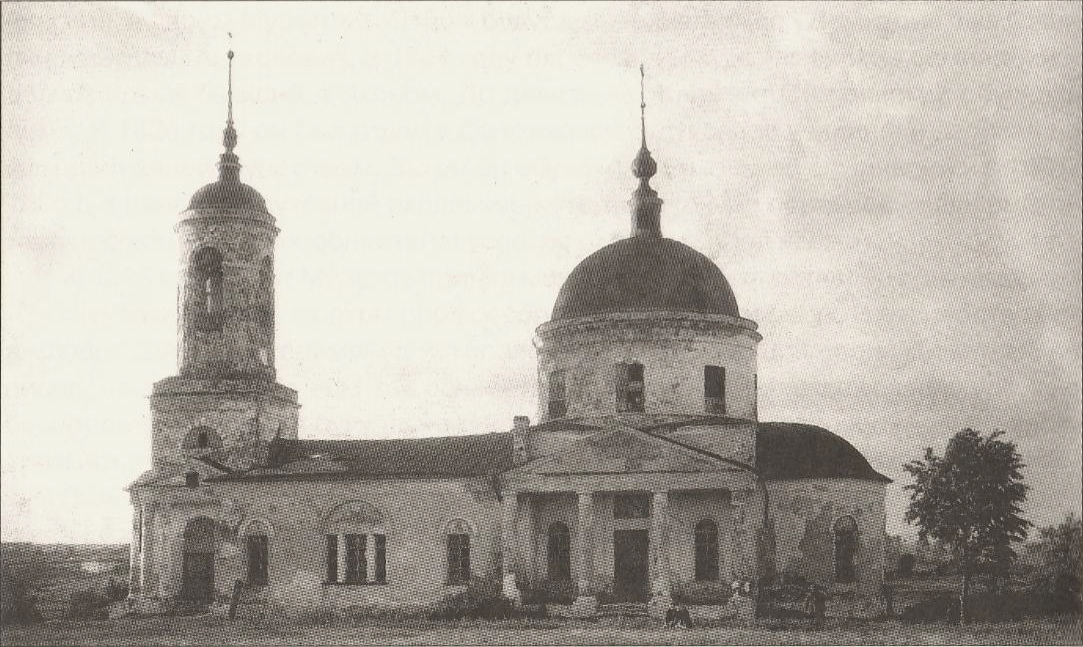
Церковь Успения Пресвятой Богородицы в селе Насилово, конец XIX — начало XX века.

### Хронологический список священников с причтами[1]
| Священник                  | Годы жизни            | Период служения         | Причт | Примечание |
| -------------------------- | --------------------- | ----------------------- | --- | --- |
| Петр                       |                       | около 1597              | | |
| Илья                       |                       | 1676-1681               | | |
| Петр                       |                       | 1676-1688               | | |
| Михаил                     |                       | 1676-1689               | | |
| Иов Ильин                  | 26.03.1681            |                         | | |
| Федор Петров               | 25.11.1688            |                         | | |
| Парфений Михайлов          | 7.10.1689             |                         | | |
| Василий Петров             | 20.05.1690            |                         | | |
| Федор Стефанов             | 11.06.1702 — ум. 1741 |                         | | |
| Исидор Иовлев              | 11.06.1710            | около 1747              | | |
| Петр Алексеев              | 15.05.1747            |                         | Диакон Пантелеймон Аврамиев до 1774 | |
| Пантелеймон Аврамиев       |                       | 1774-1799               | | |
| Василий Иосифов            |                       | 1801—1803               | Диакон Иоанн Сергеев до 1803 | |
| Иоанн Сергеев              |                       | 1803—1806               | | |
| Василий Алексеев           |                       | 1808—1810               | | |
| Тимофей Тихонов            |                       | 1811—1837               | | |
| Александр Тимофеев Насилов |                       | 18.02.1837 — 25.11.1849 | | |
| Гавриил Иванов Хламов      | прим. 1824 г.р.       | 18.02.1837 — 25.11.1849 | | |
| Алексий Андреев Петров     |                       | 1856-1868               | Дьякон Василий Добротворцев († 1871) | |
| Михаил Насилов             |                       | 1868 — 11.08.1876       | Диаконы Иоанн Терпилин († 1871), Василий Добротворцев († 1871), псаломщик Николай Петров Смирнов (1847 г.р., в период 21.04.1871 — 17.12.1878) | |
| Никита Алексиев Титов      | ум. 1884              | 1870(71) — ?            | | |
| Иоанн Иоаннов Пальмин      |                       | 1876(77) — 1882         | | |
| Леонид Кротков             | прим. 1858 г.р.       | 1882 — 1884             | | |
| Алексий Симеонов Свистов   |                       | 1884 — 1892             | псаломщик Павел Павлов Святозерский (с 1887)                                                                                                   | |
| Леонид Гаврилов Кротков    | 14.08.1858 г.р.       | прим. с 1892 — до 1914  | псаломщик Иван Николаев Орлин (прим. 1866 г.р., с 1886 по 1888, с 1892 по после 1915).                                                         | Заведующий и законоучитель Дашковской церковно-приходской школы Пронского уезда. Награждён (11.05.1903) «Библией» от Св. Синода за особые труды, усердие и ревность в деле благоустройства церковно-приходских школ и школ грамоты (ЦВ № 20 1903). Член Пронского отделения епархиального училищного совета (АК 1912 — ПК 1914). В 1893 году награждён набедренником. 09.11.1898 награждён фиолетовой скуфьей. |
|                            |                       |                         | псаломщица Надежда Никифоровна Зезюлина (1888 г.р., до 15.12.1929)                                                                             | |